# J'entends plus la guitare
Pour plus de détails, voir Fiche technique et Distribution.
J'entends plus la guitare est un film français réalisé par Philippe Garrel, sorti en 1991.
Le film est dédié à Nico, morte peu de temps auparavant. Le film est très largement auto-biographique, racontant la relation qu'a eue le réalisateur avec la chanteuse.

## Synopsis
Deux couples d'amis sont en vacances en Italie : Gérard et Marianne ; Martin et Lola. Martin dit à Gérard que les femmes ne partent jamais. Pourtant, rentrés à Paris, Marianne quitte Gérard et Lola quitte Martin. Gérard vit mal le départ de Marianne. Il a une brève liaison avec Lola et une relation avec une femme plus âgée et mariée, Linda. 
Marianne revient. Elle consomme de l'héroïne. Peu à peu celle-ci occupe une place grandissante dans la vie du couple. Un jour, Gérard consomme, en cachette, la moitié de la dose pour laquelle Marianne, en manque, lui avait donné son argent. Marianne exige qu'il lui rende l'argent. Les factures ne sont plus payées. L'électricité et l'eau menacent d'être coupées. Gérard, bien que toujours amoureux, préfère quitter Marianne plutôt que de poursuivre cette vie à deux, dont le dérèglement ronge leur amour.
Mais il rencontre Aline, qui l'aide à décrocher de la drogue, et à se stabiliser dans la vie. Le couple, presque bourgeois, a un enfant. 
Quelques années après, Marianne l'appelle au téléphone : elle est au café en face. La liaison reprend, mais Gérard refuse de quitter Aline et impose à Marianne de vivre dans un hôtel miteux, qui accueille leurs rencontres. Elle lui affirme être "clean" comme lui, mais on la voit manipuler de la drogue dans sa chambre d'hôtel. Elle finit par partir. Un jour, Aline reçoit un coup de téléphone  : Marianne est morte, tombée de son vélo à Ibiza, sans raison apparente. Gérard s'effondre en apprenant la nouvelle.
Gérard a une autre liaison. Aline le confronte à son infidélité et à ses contradictions : il ne l'aime pas comme il a aimé Marianne, mais il ne pourra jamais la quitter. "Elle est sa bourgeoise, sa régulière, sa faiblesse".

## Fiche technique
- Titre : J'entends plus la guitare
- Réalisation : Philippe Garrel
- Scénario : Philippe Garrel
- Dialogues : Marc Cholodenko
- Premier assistant réalisateur : Hubert Engammare
- Production : Les Films de l'Atalante
- Pays :  France
- Langue : français
- Format : couleur
- Genre : drame
- Durée : 98 min
- Date de sortie : 
  - France : 11 septembre 1991

## Distribution
- Benoît Régent : Gérard
- Johanna ter Steege : Marianne
- Yann Collette : Martin
- Mireille Perrier : Lola
- Brigitte Sy : Aline
- Anouk Grinberg : Adrienne
- Adélaïde Blasquez : Linda
- Philippe Morier-Genoud : Le demi-frère
- Édith Boulogne : la grand-mère
- Thomas Salsmann : le fil de Marianne'
- Alexis Piccolo : Ben
- Chantal Trichet : l'amie d'Aline'